# استعمالات حساب المثلثات
من بين عامة الناس من غير الرياضيين وغير العلماء، علم المثلثات معروف بشكل رئيسي بتطبيقه على مشاكل القياس، ولكنه غالبًا ما يستخدم أيضًا بطرق أكثر دقة، مثل مكانه في نظرية الموسيقى؛ لا تزال هناك استخدامات أخرى أكثر تقنية، مثل نظرية الأعداد. تعتمد المواضيع الرياضية لمتسلسلة فورييه وتحويلات فورييه بشكل كبير على معرفة وظائف المثلثات وتجد التطبيق في عدد من المجالات، بما في ذلك الإحصائيات.

## بيان توماس بين
في الفصل الحادي عشر من كتاب عصر المنطق، كتب مفكر الثورة والتنوير الأمريكي توماس بين:
المبادئ العلمية التي يستخدمها الإنسان للحصول على المعرفة المسبقة للكسوف، أو أي شيء آخر يتعلق بحركة الأجرام السماوية، موجودة بشكل رئيسي في ذلك الجزء من العلم الذي يسمى علم المثلثات، أو خصائص المثلث، والتي، عند تطبيقه على دراسة الأجسام السماوية، يسمى علم الفلك؛ عند تطبيقها لتوجيه مسار سفينة على المحيط، يطلق عليها الملاحة؛ عند تطبيقه على بناء الأشكال التي رسمتها المسطرة والبوصلة، يطلق عليه الهندسة؛ عند تطبيقه على بناء خطط الصروح، يطلق عليه العمارة؛ عند تطبيقه على قياس أي جزء من سطح الأرض، فإنه يسمى مسح الأراضي. في النهاية، إنها روح العلم. إنها حقيقة أبدية: فهي تحتوي على العرض الرياضي الذي يتحدث عنه الإنسان، ومدى استخداماته غير معروفة.